# Flemming Jørgensen
Flemming ”Bamse” Duun Jørgensen, född 7 februari 1947 i Randers, död 1 januari 2011 i Egå utanför Århus, var en dansk popsångare och skådespelare, mest känd som frontman i bandet Bamses Venner. Under de senare åren släppte han också några soloalbum; det senaste Tæt på, på svenska Nära, från 2010. Bamse var en del av den danska musikscenen i mer än 35 år, och sålde fler än 3,5 miljoner album.
2008 spelade han in låten ”En runda i baren” i duett med Olle Jönsson .
Flemming ”Bamse” Jørgensen arbetade ibland som skådespelare och fick 1986 en Robert för bästa manliga biroll i filmen Ofelia kommer til byen, på svenska Ofelia kommer till staden. Flemming ”Bamse” Jørgensen dog 63 år gammal under nyårsnatten 2011 av ett hjärtstillestånd i sitt hem i Egå, en förort till Århus.

## Diskografi
- Din sang (1977)
- Solen skinner (1979)
- Bamse Live I (1980)
- Bamse Live II (1980)
- Lige nu (1987)
- 1988 (1988)
- Lidt for mig selv (1994)
- Jul på Vimmersvej (1995)
- Stand By Me (1999)
- Always on My Mind (2001)
- Be My Guest (2005)
- Love Me Tender (2007)
- Tæt på (2010)